# Katie Finneran
Pour les articles homonymes, voir Finneran.
Kathleen "Katie" Finneran (née le 22 janvier 1971 à Chicago dans l'Illinois) est une actrice américaine. Elle est surtout connue pour avoir joué à Broadway, dans Bruits de coulisses (2001), et dans la comédie musicale, Promises, Promises (2010).

## Biographie
Née à Chicago dans l'Illinois, Katie a grandi à Miami, en Floride, où elle étudiait au lycée New World School of the Arts. Elle a des origines irlandaises et a grandi dans le catholicisme. Elle est allée à l'université Carnegie-Mellon pendant un an puis, à l'âge de 19 ans, elle s'est installée à New York afin d'étudier la comédie auprès d'Uta Hagen.

## Carrière
Katie a lancé sa carrière d'actrice avec le théâtre, dans les années 1990. À la fin des années 1990 et au début des années 2000, elle a joué dans de nombreuses pièces à Broadway : Bruits de coulisses (2001), Proposals (1997-1998), Cabaret (du 21 novembre 2000 au 18 janvier 2001), Le marchand de glace est passé (1999), Promises, Promises (2010), et Annie (2012).
En 2002, elle a joué dans huit épisodes de la sitcom, Bram and Alice. Mais ce n'est qu'en 2004, grâce à son rôle dans la série Wonderfalls, qu'elle se fait connaître. En 2005, elle a joué dans les treize épisodes de la série dramatique/thriller, The Inside : Dans la tête des tueurs. Entre-temps, elle a joué dans plusieurs films : La Nuit des morts-vivants (1990), Rex, chien pompier (2007), Un bébé à bord (2008) ou encore My Movie Project (2013). Entre 2012 et 2013, elle a joué le rôle principal dans la sitcom, I Hate My Teenage Daughter, aux côtés de Jaime Pressly. De 2013 à 2014 elle a joué le rôle de Leigh Henry dans la série The Michael J. Fox Show.
Depuis 2015, elle fait partie des personnages secondaires dans la série Bloodline.

## Vie privée
Après seulement quelques mois de romance, Katie a épousé l'acteur, Darren Goldstein, le 22 août 2010. Ensemble, ils ont eu deux fils : Ty Michael Goldstein (né le 3 février 2011) et Wes Kelly Goldstein (né en juillet 2012).

## Filmographie

### Cinéma
- 1990 : La Nuit des morts-vivants (Night of the Living Dead) de Tom Savini : Judy Rose
- 1999 : Vous avez un message (You've Got a Mail) : Maureen
- 1999 : Liberty Heights : Mrs. Johnson
- 2005 : Ma sorcière bien-aimée (Bewitched) : Sheila Wyatt
- 2006 : Broken Bridges : Patsi
- 2007 : Rex, chien pompier (Firehouse Dog) : Felicity Hammer
- 2007 : Walk the Talk : Linda
- 2007 : Staten Island : Mrs. Dickenson
- 2009 : Un bébé à bord (Baby on Board) : Sylvia Chambers
- 2011 : Company : Amy
- 2013 : My Movie Project : Angie
- 2020 : Freaky de Christopher Landon

### Courts métrages
- 2005 : Live at Five : Stacy Sedwig

## Télévision

### Séries télévisées
- 1998 : Sex and the City : Ellen
- 1999 : La Force du destin (All My Children) : Une infirmière
- 1999 : Frasier : Poppy
- 2001 : Oz : Patricia Galson
- 2002 : Bram and Alice : Kate
- 2004 : Wonderfalls : Sharon Tyler
- 2005 - 2006 : The Inside : Dans la tête des tueurs (The Inside) : Agent Spécial Melody Sim
- 2007 : Drive : Becca Freeman
- 2009 : Royal Pains : Julie Kingsley
- 2010 : Mercy Hospital : Roxanne Flegenheimer
- 2010 : Damages : Actrice
- 2011 - 2013 : I Hate My Teenage Daughter : Nikki Miller
- 2013 - 2014 : The Michael J. Fox Show : Leigh Henry
- 2015 : Elementary : Barbara Conway
- 2015 - 2017 : Bloodline : Belle Rayburn
- 2017- 2020 : Brockmire : Lucy Brockmire
- 2019 : Why Women Kill : Naomi Harte
- 2022 : B Positive : Natalie
- 2022 : The Gilded Age : Anne Morris
- 2022 : Blacklist : Mary Sutton
- 2023 : Up Here :  Joan
- 2023 : Secret Invasion :   Rosa Dalton / Rosa Dalton  skrull

### Téléfilms
- 2004 : Plainsong : Judy